# Домиция Децидиана
Домиция Децидиана (на латински: Domitia Decidiana; † след 98 г.) е римлянка от 1 век.

## Биография
Дъщеря е вероятно на произлизащия от Нарбонска Галия сенатор Тит Домиций Децидиан.
През 62 г. тя се омъжва за римския военачалник Гней Юлий Агрикола († 93), който току-що се е завърнал от Британия. Тя има много щастлив брак и пътува със съпруга си в различните римски провинции, когато той има да изпълни задачи. През 63 и 83 г. тя ражда двама сина, които умират още малки. През 64 г. тя ражда дъщеря, Юлия Агрикола, която през 77 г. се омъжва за римския историк Публий Корнелий Тацит.
В завещанието си Агрикола, който умира през 93 г., определя съпругата си, дъщеря си и император Домициан за свои наследници.
Домиция Децидиана е жива, когато зет ѝ Тацит пище през 98 г. биографията на нейния съпруг.